# Melissa Caballero
Melissa Caballero Ayasse (Barcelona, 5 de enero de 1985) es una deportista española que compitió en natación, especialista en el estilo libre.
Ganó dos medallas en el Campeonato Europeo de Natación, oro en 2004 y plata en 2002, y una medalla de bronce en el Campeonato Europeo de Natación en Piscina Corta de 2003.
Participó en los Juegos Olímpicos de Atenas 2004, ocupando el sexto lugar en la prueba de 4 × 200 m libre.

## Palmarés internacional
| Campeonato Europeo                  | Campeonato Europeo | Campeonato Europeo | Campeonato Europeo |
| Año                                 | Lugar              | Medalla            | Prueba             |
| ----------------------------------- | ------------------ | ------------------ | ------------------ |
| 2002                                | Berlín (Alemania)  | Medalla de plata   | 4 × 200 m libre    |
| 2004                                | Madrid (España)    | Medalla de oro     | 4 × 200 m libre    |
| Campeonato Europeo en Piscina Corta |                    |                    |                    |
| Año                                 | Lugar              | Medalla            | Prueba             |
| 2003                                | Dublín (Irlanda)   | Medalla de bronce  | 400 m libre        |